# Власовская трубка
Власовская трубка (Трубка Власова) — химический взрыватель, изобретённый в 1828 году адъюнкт-профессором Николаевского инженерного училища К. П. Власовым.

## Конструкция и принцип действия
Запаянная стеклянная трубка наполненная серной кислотой диаметром 10 мм и длинной 119 мм, вставлялась в другую стеклянную трубку диаметром 25 мм и длинной 125 мм конец которой на 12,5 мм заполнялся расплавленным сургучом (в нём фиксировалась трубка с кислотой), пространство между стенками трубок заполнялось смесью бертолетовой соли с сахаром, а затем отверстие трубки герметизировалось тем же сургучом.
На флоте при применении в морских минах в результате повреждения стеклянной трубки (от столкновения мины с бортом судна) серная кислота соединяется с бертолетовой солью, вступая с ней в химическую реакцию с выделением диоксида хлора, а в присутствии диоксида хлора сахар загорается, не требуя предварительного подогревания, что вызывает возгорание и взрыв первичного порохового заряда с последующей детонацией основного порохового заряда мины. В сухопутных инженерных фугасах Трубка Власова фиксировалась в пороховом заряде, а к её середине крепилась крепкая нить или проволока, другой конец проволоки мог крепиться к какому-нибудь предмету (автоматический фугас) или тянулся на минную станцию (управляемый фугас). При натягивании проволоки стеклянные трубки разрушались вызывая описанную выше химическую реакцию, что приводило к взрыву фугаса.

## Использование
- Использовался, в частности, в морских пиротехнических минах системы В. Яхтмана.
- Пиротехнические мины с этим взрывателем с успехом применялись в Крымской войне.
- Использовалась в Первой мировой войне.

## Значение
«Власовская трубка» представляла собой совершенно новый способ взрывания, открывший путь к разработке автономных морских мин, не связанных с береговыми постами. Дальнейшим её развитием стал разработанный в 1874 году гальваноударный взрыватель, который используется при изготовлении морских мин до нынешнего времени.